# Mouvement circulaire uniforme
Pour les articles homonymes, voir rotation (physique) et mouvement de rotation.
En physique, le mouvement circulaire (en) uniforme caractérise le déplacement d'un point matériel dont la trajectoire dans le référentiel considéré est un cercle et dont la vitesse est constante en norme.
La notion de mouvement circulaire est une notion de mécanique du point. En mécanique du solide, il faut distinguer 
- le mouvement de rotation, pour lequel le solide tourne autour d'un point (les points du solide décrivent des cercles concentriques)
- le mouvement de translation circulaire, pour lequel tous les points du solide décrivent des cercles de même rayon mais de centres différents, c'est celui des nacelles d'une grande roue.

## Caractéristiques physiques

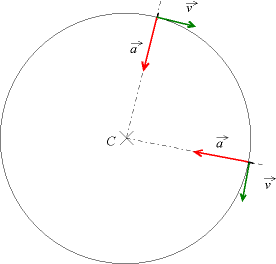
La vitesse est tangente à la trajectoire et perpendiculaire à l'accélération centripète orientée vers le centre du cercle.

### Vitesse tangentielle et accélération centripète
Lors de ce type de mouvement, la vitesse linéaire est constante en norme, mais pas en direction. Le vecteur vitesse étant par définition tangent à la trajectoire, ici circulaire, il prend à chaque instant une direction différente. Ainsi, un point décrivant une telle trajectoire à vitesse constante subit tout de même une accélération. Cette dernière, constamment orientée vers le centre du cercle autour duquel il tourne, porte le nom d'accélération centripète. Elle permet au corps de conserver sa trajectoire circulaire.

### Rayon et période
Tous les points situés à même distance du centre ont la même vitesse linéaire.
Le temps nécessaire à un point donné pour effectuer une révolution complète autour du centre du cercle est qualifiée de période.
Pour une même période, les points les plus éloignés du centre ont une vitesse linéaire plus élevée que les points les plus proches.

## Équations
On se place dans le cas d'un mouvement dans le plan (x, y).
Considérons un point matériel M ayant un mouvement circulaire uniforme de centre O(0, 0), de rayon r et de vitesse v. Le point M a une vitesse angulaire ω constante, on peut donc en déduire l'expression de l'angle formé par le vecteur {\displaystyle {\overrightarrow {\mathrm {OM} }}} et l'axe (Ox) en fonction du temps :
{\displaystyle \theta (t)=\omega t+\theta _{0}}
où θ0 est l'angle initial.
On en déduit alors les coordonnées du point M en fonction du temps :
{\displaystyle \left\{{\begin{array}{rcl}x_{\mathrm {M} }(t)&=&r\cdot \cos(\omega t+\theta _{0})\\y_{\mathrm {M} }(t)&=&r\cdot \sin(\omega t+\theta _{0})\end{array}}\right.}
d'où l'on déduit les composantes x et y du vecteur accélération {\displaystyle {\vec {a}}} en dérivant deux fois par rapport au temps :
{\displaystyle \left\{{\begin{array}{rcl}a_{x}(t)&=&-r\omega ^{2}\cdot \cos(\omega t+\theta _{0})\\a_{y}(t)&=&-r\omega ^{2}\cdot \sin(\omega t+\theta _{0}).\end{array}}\right.}
On remarque alors :
{\displaystyle {\vec {a}}=-\omega ^{2}{\overrightarrow {\mathrm {OM} }}}
donc l'accélération tangentielle est nulle :
{\displaystyle a_{t}=0}
et l'accélération normale an (ou accélération centripète) est égale à la norme de {\displaystyle {\vec {a}}} :
{\displaystyle a_{n}=\|{\vec {a}}\|={\sqrt {(-r\omega ^{2}\cdot \cos(\omega t+\theta _{0}))^{2}+(-r\omega ^{2}\cdot \sin(\omega t+\theta _{0}))^{2}}}=r\omega ^{2}}.
Or, on peut obtenir la valeur de la vitesse en fonction de la période de révolution T :
{\displaystyle v={\frac {2\pi r}{\mathrm {T} }}}
ainsi que la valeur de la vitesse angulaire :
{\displaystyle \omega ={\frac {2\pi }{\mathrm {T} }}={\frac {2\pi }{\frac {2\pi r}{v}}}={\frac {v}{r}}}.
On a alors la valeur de l'accélération normale :
{\displaystyle a_{n}=r{\frac {v^{2}}{r^{2}}}={\frac {v^{2}}{r}}}.

## Exemples

La force centripète peut être causée par plusieurs phénomènes, comme la tension d'une corde. Si cette dernière se brise, la force centripète cesse d'opérer sur l'objet. On ne peut donc plus parler de mouvement circulaire uniforme. L'objet se déplace alors selon une trajectoire linéaire et parallèle à sa vitesse tangentielle au moment de la rupture.

### Automobile parcourant une piste circulaire
Le cas d'une automobile parcourant une piste circulaire peut être étudié comme un mouvement circulaire uniforme. Dans cette situation, l'accélération centripète est produite par la force d'adhérence des pneus sur la route et en partie par le poids apparent si la piste présente une certaine inclinaison.
(Note: mouvement circulaire uniforme. Lorsque le mobile est en mouvement circulaire uniforme, seule la valeur de sa vitesse reste constante. Le mobile subit donc tout de même une accélération orientée vers le centre du cercle le long duquel il se déplace, une accélération dite centripète).

### Objets stellaires
Le mouvement de certaines planètes du système solaire présente une faible excentricité, si bien qu'il peut être considéré, en toute première approximation, comme circulaire et uniforme. Dans cette situation, c'est la force gravitationnelle qui est à l'origine de la force centripète.